# Metapontino
Il Metapontino è il territorio che si affaccia sul Mar Ionio e si estende per circa 800 km² nella provincia di Matera nella regione Basilicata e in piccola parte in Puglia e Calabria, comprendendo tutta la Piana di Metaponto, cioè la parte pianeggiante, l'area collinare a ridosso di questa, e la costa jonica lucana. Ha una popolazione di 83 000 abitanti. Le principali città della costa sono Ginosa, Pisticci, Policoro e Bernalda.
I comuni che ricadono nel territorio del metapontino sono Bernalda, Pisticci, Scanzano Jonico, Montalbano Jonico, Policoro, Tursi, Nova Siri, Rotondella, Valsinni, Colobraro, San Giorgio Lucano e comuni confinanti come Rocca Imperiale (CS) e Ginosa (TA).

## Storia
La pianura prende il nome dall'antica città greca di Metaponto, situata all'estremità orientale della piana. Inoltre il termine metapontino indica anche la regione storica in cui si sviluppò fiorente la civiltà della Magna Grecia, infatti è disseminata di aree archeologiche tra cui quelle delle antiche città di Metapontum, Heraclea e Siris e il sito archeologico dell'Incoronata di Pisticci. Altrettanto numerose le testimonianze storiche medievali, consistenti nei centri storici dei borghi e nei castelli e santuari sulle colline.

## Geografia fisica

### Territorio
La pianura metapontina è attraversata dai fiumi Bradano, Basento, Cavone, Agri e Sinni e si affaccia sulla costa jonica lucana. Importante è la vasta pineta a ridosso della spiaggia, soprattutto il Bosco Pantano di Policoro, oasi del WWF e la Riserva Biogenetica di Stornara ( comprensoria la Riserva Naturale di Metaponto in Metaponto) zona ZPS e SIC.

### Clima
Il clima è prettamente di tipo mediterraneo, con estati calde e secche e inverni miti e piovosi. Le precipitazioni non sono uniformi e si concentrano per lo più nella stagione invernale, ma sono molto scarse: hanno una media annua di 500 mm, anche se spesso sono al di sotto di tale soglia. 
Le temperature invernali in pianura sono comprese tra 3 °C e 12 °C, quelle estive tra 19 °C e 32 °C, con picchi talvolta superiori ai 37 °C in luglio e agosto .Nelle colline adiacenti, il caldo estivo è più accentuato, mentre l'inverno ha temperature medie più basse.

## Economia

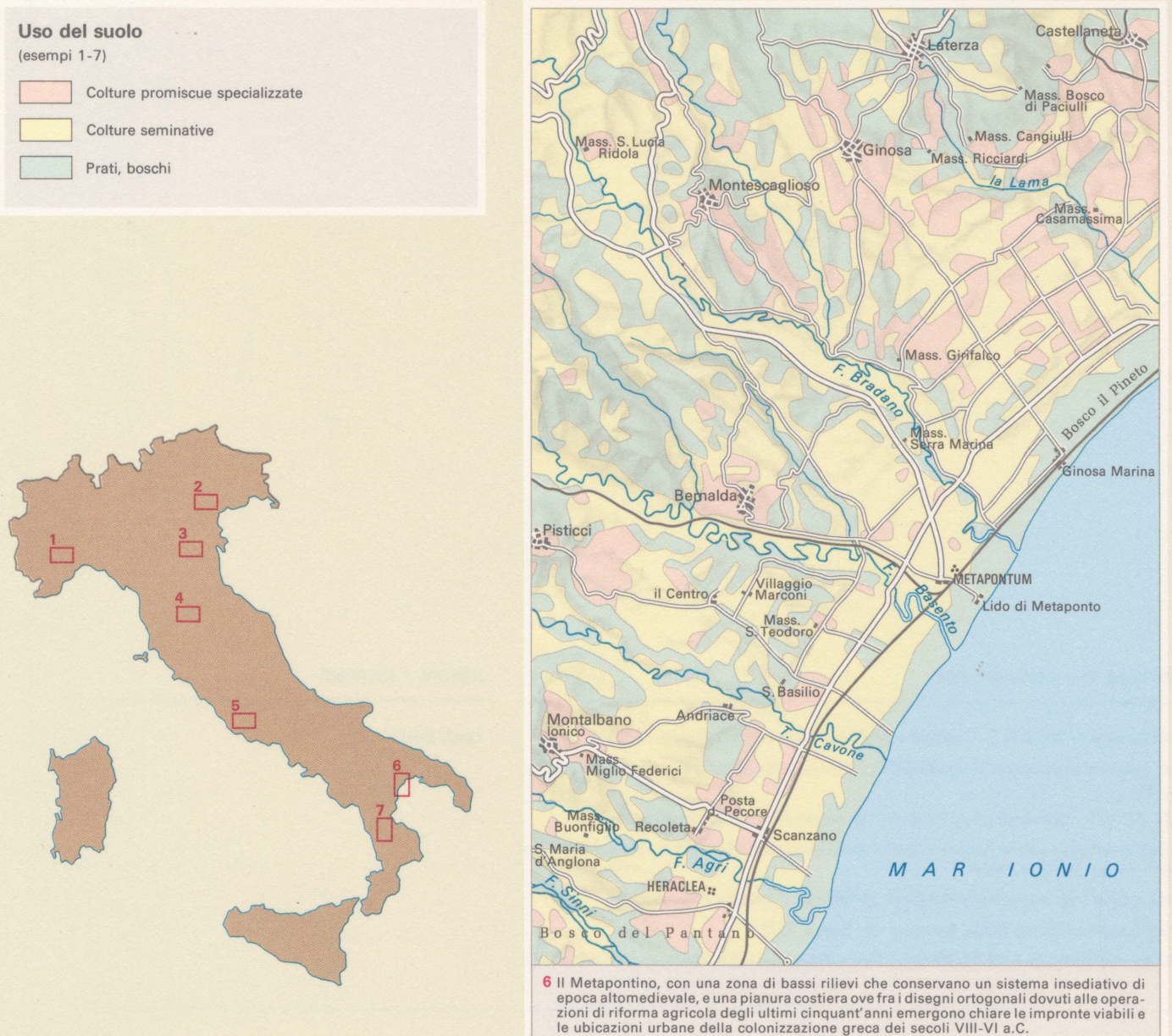
Organizzazione storica del Metapontino: insediamenti altomedievali sui rilievi e sulla costa impronte della colonizzazione greca dell'VIII-VI sec. a.C.

Dopo il 1950 lo stato è intervenuto per cercare di modificare le condizioni del mondo rurale metapontino. L'ente di riforma agraria ha espropriato le grandi proprietà e le ha divise tra i braccianti, mentre gli investimenti della  Cassa del Mezzogiorno  hanno favorito la costruzione di vari laghi artificiali per l'irrigazione. Purtroppo in gran parte della regione questi tentativi non hanno dato gli esiti sperati, perché i terreni assegnati ai contadini non sempre assicuravano redditi sufficienti, e molto spesso i terreni venivano abbandonati. La piana del Metaponto, dopo tali interventi su citati è cambiata radicalmente, prima della bonifica essa era un'area paludosa e malarica. Ora invece è completamente risanata e dotata di tanti poderi che creano un insediamento agricolo molto importante. Nel centro della pianura, attorno al casello baronale, si è anche formata una moderna cittadina Policoro, che svolge funzioni di servizio per tutto il territorio. La piana di Metaponto, così, costituisce l'area agricola più florida della Basilicata. Vi si coltivano soprattutto ortaggi piante industriali ed alberi di frutto, tra cui primeggiano gli agrumi. Nel resto del territorio l'economia agricola si basa sulle colture asciutte, che però procurano bassi profitti, vista la scarsa piovosità della zona. Sulle colline ci sono molti allevamenti bovini, e campi di cereali, nonché uliveti sparsi. 

### Infrastrutture e trasporti
La piana è attraversata longitudinalmente dalla Statale 106 Jonica (oltre che dai tratti terminali della Statale 407 Basentana, Strada Provinciale 175 Matera-Metaponto, Strada Statale Fondovalle Agri 598, Strada Statale 658 Fondovalle Sinni) e dalla ferrovia Jonica e in breve tratto dalla Ferrovia Battipaglia-Potenza-Metaponto, in agro di Pisticci (Pisticci Scalo-Zona Industriale) è presente l'Aviosuperfice Enrico Mattei, su cui sono cominciati i lavori per il potenziamento ad aeroporto di terzo livello (Aeroporto della Basilicata). Inoltre è possibile tramite treno scendere alla stazione di Metaponto oppure alla stazione di Policoro-Tursi servite da Intercity.